# World Scholar's Cup

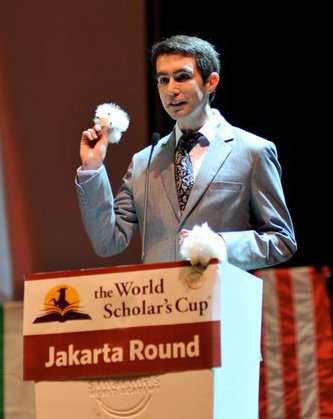
Daniel Berdichevsky giới thiệu một con alpaca tại Jakarta năm 2011.

World Scholar's Cup (viết tắt: WSC) là một chương trình học tập theo đội quốc tế với các thí sinh tham gia từ hơn 65 quốc gia. Cuộc thi được thành lập bởi DemiDec, đặc biệt là Daniel Berdichevsky, vào năm 2006. Tổ chức World Scholar's Cup đã tuyên bố rằng mục đích của nó là thu hút học sinh quan tâm đến việc học ngoài chương trình học điển hình và tập trung vào việc đưa sinh viên từ các nền văn hóa khác nhau đến thảo luận các vấn đề và ý tưởng liên quan đến hiện tại.